# エルロッド (フリゲート)
| USS Elrod FFG-55 |                                                                                           |
| 艦歴             |                                                                                           |
| 発注:            | 1981年5月22日                                                                             |
| 起工:            | 1983年11月21日                                                                            |
| 進水:            | 1984年5月12日                                                                             |
| 就役:            | 1985年5月18日                                                                             |
| 退役:            | 2015年1月30日                                                                             |
| 除籍:            |                                                                                           |
| その後:          | 台湾海軍への売却待ち                                                                      |
| 要目             |                                                                                           |
| 排水量           | 基準: 3,225 t                                                                             |
| 排水量           | 満載: 4,100 t                                                                             |
| 全長             | 453 ft (138 m)                                                                            |
| 全幅             | 45.4 ft (13.8 m)                                                                          |
| 吃水             | 24 ft (7.3 m)                                                                             |
| 機関             | COGAG方式                                                                                 |
| 機関             | LM2500-30ガスタービンエンジン (20,500hp) ×2基                                             |
| 機関             | 可変ピッチプロペラ（5翔）×1軸                                                             |
| 機関             | 非常用旋回式スラスタ（350hp）×2基                                                         |
| 最大速           | 29ノット以上                                                                              |
| 航続距離         | 4,500 海里（20ノット巡航時）                                                              |
| 乗員             | 206名（士官13名）                                                                         |
| 兵装             | Mk.75 76mm単装速射砲×1基                                                                  |
| 兵装             | Mk.38 25mm単装機銃×2基                                                                    |
| 兵装             | Mk.15 20mmCIWS×1基                                                                        |
| 兵装             | M2 12.7mm単装機銃×4基                                                                     |
| 兵装             | Mk.13 mod.4単装ミサイル発射機×1基 * SM-1MR SAM * ハープーンSSM を発射可能 ※2003年以降撤去 |
| 兵装             | Mk.32 mod.17 3連装短魚雷発射管×2基                                                        |
| 艦載機           | SH-60B LAMPSヘリコプター×2機                                                              |
| C4ISTAR          | NTDS (JTDS＋リンク 11/14)                                                                 |
| C4ISTAR          | Mk.92 FCS (SM-1MR, 76mm砲用)                                                              |
| C4ISTAR          | AN/SQQ-89 ASWCS                                                                           |
| センサ           | AN/SPS-49 対空捜索レーダー                                                                |
| センサ           | AN/SPS-55 対水上捜索レーダー                                                              |
| センサ           | AN/SQS-56 船底装備ソナー                                                                  |
| センサ           | AN/SQR-19 曳航ソナー                                                                      |
| 電子戦           | AN/SLQ-32(V)5 ESM/ECM装置                                                                 |
| 電子戦           | Mk.36 デコイ発射装置                                                                      |
| モットー:        | War ready to preserve peace                                                               |

エルロッド (USS Elrod, FFG-55) は、アメリカ海軍のミサイルフリゲート。オリバー・ハザード・ペリー級ミサイルフリゲートの45番艦。艦名はウェーク島の戦いで戦死し、名誉勲章を受章したパイロットのヘンリー・T・エルロッド海兵隊少佐(1905 - 1941)に因む。

## 艦歴
エルロッドはメイン州バスのバス鉄工所で1983年11月21日に起工する。1984年5月12日に進水し、1985年5月18日にリチャード・W・ムーア艦長の指揮下就役した。最初の母港はサウスカロライナ州チャールストンに設定され、その後1995年3月にバージニア州ノーフォークに変更された。エルロッドはペルシャ湾に5回、地中海に3回、アラビア海に1回の配備を完了し、大西洋、地中海、黒海およびカリブ海での数多くの作戦に参加した。
エルロッドは3度目のペルシャ湾配備ではデザート・ストーム作戦に続いて航空及び地上攻撃支援を行った。エルロッドはデザート・ストーム作戦およびデザート・シールド作戦の間に湾岸協力会議諸国との共同演習を行い関係を強化した。その後エルロッドはNATOの北極海における対潜演習、チームワーク '92および国連によるバルカン半島への武器禁輸、制裁作戦のシャープ・ガード作戦に参加した。またエンデュアリング・フリーダム作戦においては、エルロッドを地中海常設海軍部隊と大西洋常設海軍部隊に派遣することでアメリカはNATOに対するその献身を示した。
2004年にはテロとの戦いの一環であるアクティブ・エンデバー作戦の支援に当たる。同年、アテネオリンピックの開催に伴いディスティンギッシュド・ゲームズ作戦（Operation Distinguished Games）としてギリシア近海で警戒態勢を取った。
2008年、2010年、2012年にも作戦に従事した。特に2012年のカリブ海での行動では、記録的な量の違法麻薬を押収した。
2014年、エルロッドは最後の任務に当たるため地中海に赴いた。無人偵察機MQ-8 ファイアスカウトと共同で海上安全活動に従事した。再びアクティブ・エンデバー作戦に参加して中央地中海をパトロールし、商船モーニング・グローリー号の護衛や強襲揚陸艦バターンの難民救助の支援にあたった。
2014年12月4日、アメリカ上院はエルロッドを含む4隻のオリバー・ハザード・ペリー級を台湾へ売却する内容を含む法案を可決した。
エルロッドは2015年1月30日にバージニア州ノーフォーク海軍基地で退役。現在は台湾海軍への売却を待つ状態である。